# Diego Rolán
Diego Alejandro Rolán Silva (ur. 24 marca 1993 w Montevideo) – urugwajski piłkarz grający na pozycji napastnika. Obecnie jest zawodnikiem Deportivo La Coruña.

## Kariera klubowa
Od 2009 szkolił się w szkółce piłkarskiej Defensor Sporting. W 2011 zadebiutował w drużynie zawodowej Defensor Sporting na szczeblu 1 Liga.
25 stycznia 2013 roku  podpisał kontrakt z Girondins Bordeaux.
| Sezon   | Klub               | Kraj      | Rozgrywki        | Mecze | Bramki | Rozgrywki Europy | Mecze | Bramki |
| ------- | ------------------ | --------- | ---------------- | ----- | ------ | ---------------- | ----- | ------ |
| 2011/12 | Defensor Sporting  | Urugwaj   | 1 Liga           | 21    | 3      | -                | -     | -      |
| 2012/13 | Defensor Sporting  | Urugwaj   | 1 Liga           | 15    | 8      | -                | -     | -      |
| 2012/13 | Girondins Bordeaux | Francja   | Ligue 1          | 7     | 0      | Liga Europy UEFA | 2     | 0      |
| 2013/14 | Girondins Bordeaux | Francja   | Ligue 1          | 18    | 2      | Liga Europy UEFA | 6     | 0      |
| 2014/15 | Girondins Bordeaux | Francja   | Ligue 1          | 36    | 15     | -                | -     | -      |
| 2015/16 | Girondins Bordeaux | Francja   | Ligue 1          | 31    | 8      | Liga Europy UEFA | 4     | 1      |
| 2016/17 | Girondins Bordeaux | Francja   | Ligue 1          | 29    | 9      | -                | -     | -      |
| 2017/18 | Málaga CF          | Hiszpania | Primera División | 26    | 5      | -                | -     | -      |
| 2018/19 | CD Leganés         | Hiszpania | Primera División | 6     | 0      | -                | -     | -      |
| 2018/19 | Deportivo Alavés   | Hiszpania | Primera División | 9     | 0      | -                | -     | -      |

Stan na: 20 maja 2019 r.

## Kariera reprezentacyjna
W 2011 Rolán uczestniczy w Mistrzostwa Świata do lat 20 w Piłce Nożnej 2011.